# Coneto de Comonfort
Coneto de Comonfort es una localidad del estado mexicano de Durango. Es cabecera del municipio de Coneto de Comonfort. Fue nombrado en honor al presidente de México Ignacio Comonfort.

## Demografía
| Censo | Población |
| ----- | --------- |
| 1900  | 1015      |
| 1910  | 1009      |
| 1921  | 8         |
| 1930  | 440       |
| 1940  | 453       |
| 1950  | 622       |
| 1960  | 651       |
| 1970  | 1252      |
| 1980  | 1068      |
| 1990  | 1097      |
| 1995  | 897       |
| 2000  | 806       |
| 2005  | 769       |
| 2010  | 858       |
| 2020  | 857       |